# Gustavia verticillata
Gustavia verticillata là một loài thực vật linhin thuộc họ Lecythidaceae.
Loài này có ở Colombia và Panama.